# Інститут джазу Гербі Генкока
Інститут джазу Гербі Генкока (англ. Herbie Hancock Institute of Jazz) - некомерційна організація з навчання музиці, заснована в 1986 році. До 2019 року установа була відома під назвою Інститут джазу Телоніуса Монка, але потім була перейменована на честь одного з найстаріших голів ради директорів Гербі Генкока.
Інститут щорічно з 1987 проводить міжнародний джазовий конкурс, а з 1995 пропонує повну стипендію для випускників коледжів. Організовує безкоштовні джазові освітні програми у державних школах США та всього світу, «щоб заохочувати образне мислення, творчість, позитивну самооцінку, а також повагу до власної та культурної спадщини оточуючих». Також це провідна некомерційна організація, яка відповідає за координацію щорічного святкування Міжнародного дня джазу з ініціативи Організації Об'єднаних Націй.

## Програма коледжу
Однією з перших цілей Інституту було створення унікальної джазової програми на рівні коледжу, де майстри джазу могли б передати свій досвід наступному поколінню. У вересні 1995 року було відкрито Інститут джазового виконавства Телоніуса Монка, де перший клас із семи студентів розпочав інтенсивне навчання з найбільшими музикантами з усього світу.
Ця дворічна безкоштовна програма, відома тепер як Інститут джазового виконавства Гербі Генкока, приймає по одному ансамблю музикантів у кожний клас. Усі студенти одержують повні стипендії, а також стипендії для покриття щомісячних витрат на проживання. Студенти навчаються як індивідуально, так і в невеликих групах, отримуючи індивідуальне наставництво, займаючись в ансамблях та на лекціях з джазової традиції. Студентам також пропонується долучитися до розвитку нових джазових напрямків за допомогою своїх композицій та виступів. Серед випускників - Амброуз Акінмузір, Лайонел Луке, Майкл Мейо, Хелен Сунг, Кармен Стааф, Уолтер Сміт III, Уейн Ескоффері, Елі Дегібрі та Гретчен Парлато. В даний час інститут розташований в Музичній школі Херба Альперта Каліфорнійського університету в Лос-Анджелесі.
На додаток до суворого курсу навчання студенти, які беруть участь у програмі, регулярно виступають на майданчиках по всьому Лос-Анджелесу, а також виступають як наставники і викладачі як у місцевій спільноті, так і в турах інституту Сполученими Штатами та за кордоном. Недавні заняття проходили в Сітці, Аляска; Фінікс, Аризона; Марокко, Гавана, Куба; Санкт-Петербург, Росія; Панама-Сіті, Панама; Мельбурн, Сідней і Маунт Гамбієр, Австралія.

## Міжнародний конкурс джазового інституту Гербі Генкока
З 1987 року інститут проводить щорічні міжнародні конкурси. Музикантам та композиторам присуджується понад 100 000 доларів США у вигляді стипендій та премій. Щороку конкурс фокусується на різних інструментах та має різний склад журі. Бренфорд Марсаліс, Пет Метіні, Гербі Генкок, Крістіан Макбрайд, Ді Ді Бріджуотер, Даяна Рівз, Х'ю Масекела, Артуро Сандовал, Рон Картер, Уейн Шортер, Кларк Террі, Меріан Макпартленді, Квінсі Джонс і Даяна Кролл — всі в минулому знаходилися у складі журі.

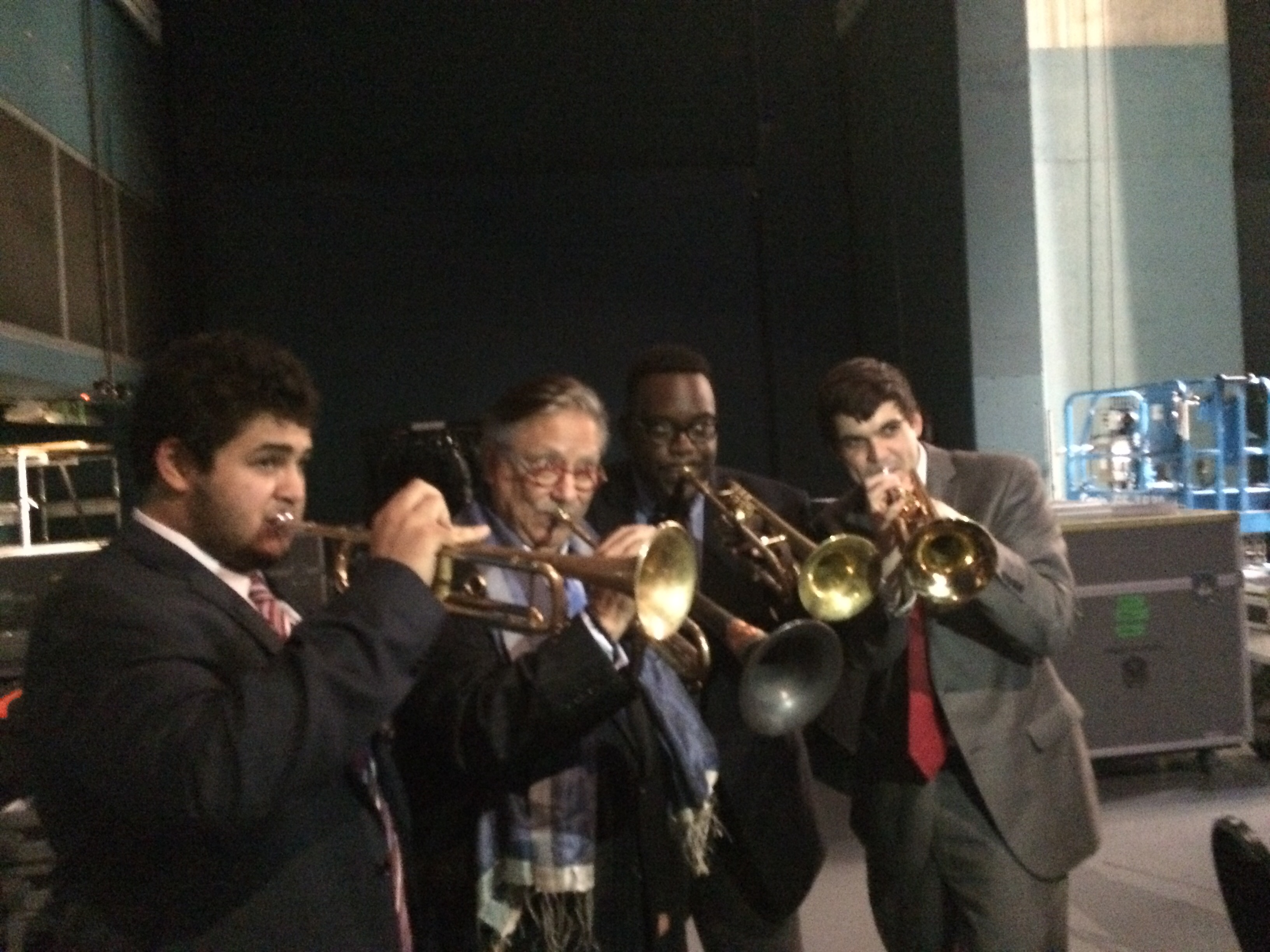
Фіналісти Конкурсу трубачів 2014 року (зліва направо) Адам О'Фаррілл (3 місце), Маркіз Хілл (1 місце) та Біллі Басс (2 місце) позують із суддею Артуро Сандовалем за лаштунками після фіналу конкурсу у театрі Долбі у Лос-Анджелесі.

У різні роки в конкурсі перемагали Джошуа Редман, переможець конкурсу саксофоністів 1991 року, Маркус Робертс, переможець конкурсу піаністів 1987 року, Раян Кісор, переможець конкурсу трубачів 1990 року, Джої ДеФранческо, фіналіст конкурсу піаністів. Переможець конкурсу піаністів 1993 року Джекі Террассон підписав контракт із Blue Note Records. На конкурсі вокалістів 1998 виступали: Тері Торнтон, переможниця конкурсу, що підписала контракт з Verve Records; зайняла друге місце Джейн Монхейт, що підписала контракт з Columbia Records; півфіналістка Тірні Саттон, яка підписала контракт з Telarc; і зайняла третє місце Роберта Гамбаріні, чий американський дебютний альбом Easy to Love був номінований на Греммі в 2007 році за найкраще жіноче джазове вокальне виконання. Аарон Паркс посів третє місце на конкурсі піаністів 2006 і згодом був підписаний на Blue Note Records. Серед недавніх переможців — вокалістка Сесіль МакЛорін Салвант (2010), піаніст та композитор Кріс Бауерс (2011), саксофоністка Мелісса Алдана (2013), вокалістка Джазмея Хорн (2015) та гітарист Євген Побожий (2019). Десятки інших фіналістів та півфіналістів зробили успішну кар'єру джазових виконавців та педагогів.

### Минули переможці
- 1987: Маркус Робертс, фортепіано
- 1988: Тед Розенталь, фортепіано
- 1989: Білл Канліфф, фортепіано
- 1990: Раян Кісор, труба
- 1991: Джошуа Редман, саксофон
- 1992: Гарольд Саммі, барабани
- 1993: Джекі Террассон, фортепіано
- 1994: Сара Лазарус, вокал
- 1995: Джессі ван Руллер, гітара; Дерріл Холл, бас-гітарист
- 1996: Джон Гордон, саксофон
- 1997: Даррен Барретт, труба
- 1998: Тері Торнтон, вокал
- 1999: Ерік Льюїс, фортепіано
- 2000: Педріто Мартінес, афро-латинські ручні барабани
- 2001: конкурс не проводився
- 2002: Шеймус Блейк, саксофон
- 2003: Андре Хейворд, тромбон
- 2004: Гретчен Парлато, вокал
- 2005: Лазі Лунд, гітара
- 2006: Тигран Амасян, фортепіано
- 2007: Амброз Акінмузір, труба
- 2008: Джон Ірабагон, саксофон
- 2009: Бен Вільямс, бас
- 2010: Сесіль МакЛорін Салвант, вокал
- 2011: Кріс Бауерс, фортепіано
- 2012: Джеймісон Росс, ударні
- 2013: Меліса Алдану, саксофон
- 2014: Маркіз Хілл, труба
- 2015: Джазмея Хорн, вокал
- 2016: конкурс не проводився
- 2017: конкурс не проводився
- 2018: Том Орен, фортепіано
- 2019: Євген Побожий, гітара

Відомі учасники, що посіли друге місце:
- 1987: Джоуї ДеФранческо, фортепіано
- 1991: Кріс Поттер, саксофон
- 1992: Хорхе Россі, ударні
- 1993: Пітер Мартін, фортепіано
- 1993: Едвард Саймон, фортепіано
- 1997: Авішай Коен, труба
- 1998: Тірні Саттон, вокал
- 1998: Роберта Гамбаріні, вокал
- 1999: Орін Еванс, фортепіано
- 2002: Маркус Стрикленд, саксофон
- 2006: Джеральд Клейтон, фортепіано
- 2006: Аарон Паркс, фортепіано
- 2010: Сиріль Еме, вокал
- 2013: Тівон Пеннікотт, саксофон

## Міжнародний день джазу
Основна стаття: Міжнародний день джазу
У листопаді 2011 року Організація Об'єднаних Націй з питань освіти, науки та культури (ЮНЕСКО) офіційно проголосила 30 квітня Міжнародним днем джазу, щоб відзначити джаз як універсальну мову та інструмент дипломатії. Міжнародний день джазу очолюють генеральний директор ЮНЕСКО Одрі Азуле, а також джазовий піаніст та композитор Гербі Генкок, який є послом ЮНЕСКО у міжкультурному діалозі. Інститут є провідною некомерційною організацією, яка відповідає за планування, просування та проведення цього щорічного свята, починаючи з 2012 року.
Міжнародний день джазу було засновано, щоб зібрати разом спільноти, школи, артистів, істориків, вчених та джазових ентузіастів з усього світу, щоб дізнатися про джаз та його коріння. Цей день спрямований на підвищення обізнаності щодо необхідності міжкультурного діалогу та взаєморозуміння, а також для зміцнення міжнародного співробітництва та спілкування. Щороку 30 квітня цей жанр відзначається як символ сприяння миру, налагодження діалогу між культурами, забезпечення свободи самовираження та посилення ролі молоді у соціальних змінах.
Міжнародний день джазу відзначають у понад 190 країнах на всіх семи континентах.

## Інші освітні програми

### Джаз у класі
З 1989 року інститут розпочав роботу в державних школах з проведення занять музикою для учнів у Лос-Анджелесі, Новому Орлеані та Вашингтоні, а також тисяч студентів у міських, сільських та віддалених районах країни. В останні роки інститут повідомив, що 100% випускників вищої школи беруть участь у програмі: понад 90% вступають у коледжі, а понад 75% випускників старших класів отримують значні стипендії для навчання у коледжах.

### Джазова програма школи виконавського мистецтва
Ця програма поєднує джазових музикантів та викладачів у державні вищі школи виконавського мистецтва для забезпечення інтенсивної підготовки студентів до вивчення джазу. У рамках цієї програми, яка навчає виконанню, студенти-музиканти отримують знання в галузі композиції, теорії, імпровізації, історії та музичних стилів, а також готуються до відвідування провідних музичних програм коледжів, університетів та консерваторій. Програма пропонується у наступних державних вищих школах виконавського мистецтва:
- Вища школа мистецтв (Ньюарк, Нью-Джерсі)
- Балтиморська школа мистецтв
- Вища школа виконавських та візуальних мистецтв Букера Т. Вашингтона (Даллас, Техас)
- Чиказька вища школа мистецтв
- Школа мистецтв Дьюка Еллінгтона (Вашингтон, Колумбія)
- Kinder High School for Performing and Visual Arts (Х'юстон, Техас)
- Вища школа мистецтв округу Лос-Анджелес
- Академія музики та виконавських мистецтв при Вищій школі Гамільтона (Лос-Анджелес, Каліфорнія)
- Центр творчих мистецтв Нового Орлеану
- Школа мистецтв New World (Маямі, Флорида)
- Школа візуальних та виконавських мистецтв Рамона К. Кортінеса (Лос-Анджелес, Каліфорнія)
- Школа мистецтв Рут Асава Сан-Франциско

### Бібоп у хіп-хопі
Започаткована в 2004 році в державних школах Лос-Анджелеса, програма «Bebop to Hip-Hop» об'єднує студентів, які цікавляться джазом та хіп-хопом під керівництвом професійних джазових музикантів та хіп-хоп виконавців. Молоді музиканти-початківці вивчають імпровізацію, написання текстів, теорію музики, аранжування, композицію, скретчинг на вертушці і семплювання. На недавніх концертах виступали Біллі Чайлдс, Гербі Генкок, DJ Spark, Дуг Е. Фреш, Kool Moe Dee, Chali 2na, Supernatural та Боббі Вотсон. Безкоштовним віртуальним виданням BeBop to Hip-Hop, яке вийшло влітку 2020 року, скористалися понад 100 школярів із США та інших країн.

### Математика, наука та музика
«Math, Science & Music» використовує музику як інструмент для навчання школярів математики та природничих наук. Інститут співпрацює з експертами в галузі математики, науки, музики та освіти з Гарварду, Массачусетського технологічного інституту, Університету Джона Хопкінса, Нью-Йоркського університету, Каліфорнійського університету в Берклі та інших університетів, щоб запропонувати безліч безкоштовних захоплюючих навчальних програм, ігор, додатків та інших інтерактивних онлайн-ресурсів на основі платформи сайту mathsciencemusic.org. Програму «Математика, наука та музика» було запущено у 2016 році під час заходу в Міністерстві освіти США, яке організував міністр освіти Джон Кінг.

### Джаз в Америці
Запущена в 2000 році програма «Джаз в Америці» є інтернет-програмою навчання джазу, призначеною для викладання в класах американської історії та соціальних наук у 5, 8 та 11 класах державних шкіл США. Навчальна програма вивчає еволюцію джазових стилів, внесок видатних виконавців та їх музичну техніку, задіяні у створенні та виконанні джазу. Станом на 2021 рік інститут зазначає, що туристичний компонент програми для державних шкіл безпосередньо охопив понад 500000 учнів і вчителів за допомогою програм і майстер-класів, що проводяться відомими джазовими артистами, включаючи Гербі Генкока, Антоніо Харта, Інгрід Дженсен, Ванессу Рубін та Боббі Вотсон. Влітку 2020 Інститут провів серію безкоштовних віртуальних вебінарів, ознайомлюючи учнів 4-12 класів з навчальною програмою «Джаз в Америці».

### Міжнародні програми

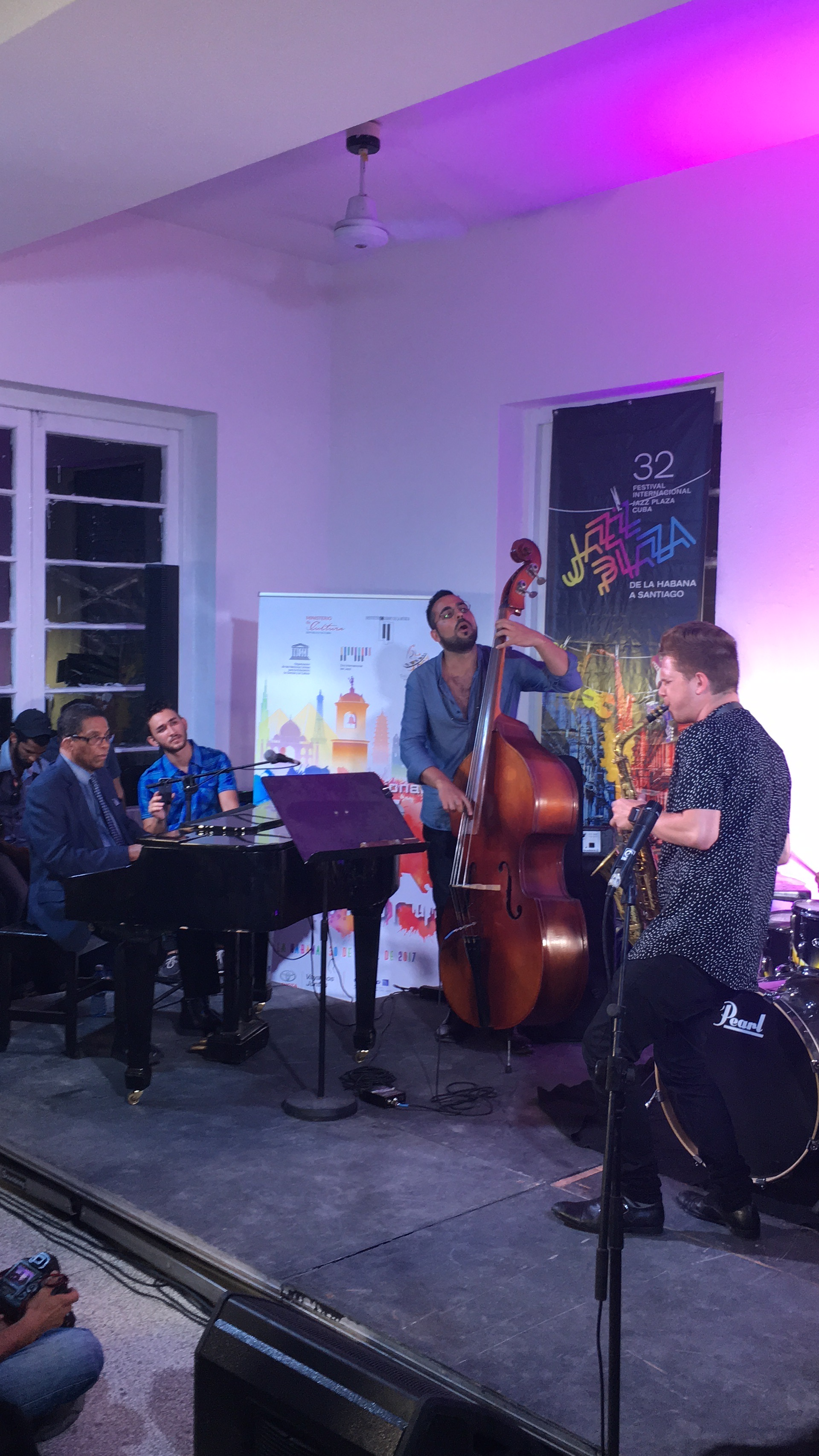
Басист Лука Алеманно та саксофоніст Алекс Хан з Інституту джазового виконавства Телоніуса Монка виступають із Гербі Генкоком насвяткуванні Міжнародного дня джазу 2017 року в Гавані, Куба.

Студенти інституту та великі джазові виконавці подорожували світом як посла джазу, представляючи освітні програми в Європі, Азії, Африці, Південній Америці та країнах Карибського басейну. Програми включали:
- 1995 - тур по семи африканським країнам (Еритрея, Ефіопія, Мадагаскар, Маврикій, Мозамбік, Південна Африка та Свазіленд)
- 1996 - тур по Індії та Таїланду
- 1998 - тур по Чилі, Аргентині та Перу
- 2001 - тур по Єгипту
- 2005 - тур по В'єтнаму з нагоди 10-річчя відновлення дипломатичних відносин між США та В'єтнамом
- 2009 - тур по Індії в ознаменування 50-річчя візиту Мартіна Лютера Кінга для вивчення руху Махатми Ганді за ненасильство
- 2010 — тур Китаєм зі студентами інституту, які виступають на Шанхайській виставці 2010 року, а також у Концертному залі «Заборонене місто» у Пекіні
- 2011 - тур по італійському регіону Базилікату
- 2012 - тур по Росії, з концертами в Москві та Санкт-Петербурзі
- 2013 — тур Стокгольмом, Швеція з майстер-класами та виступами в Королівському музичному коледжі
- 2013 - виступ студентів інституту разом із вокалісткою Джейн Монхейт на джазовому фестивалі Red Sea Jazz Festival в Ейлаті, Ізраїль
- 2014 — тур Мексикою з освітніми семінарами та виступами в Національному центрі мистецтв та Вищій школі музики
- 2015 - тур по Марокко, з виступами та майстер-класами в Рабаті та Марракеші.
- 2019 - відвідування фестивалю Generations in Jazz Festival в Маунт-Гамбієр, Австралія, де студенти інституту виступали та викладали разом з такими артистами, як Джоуї ДеФранческо, Курт Елінг, Лізз Райт та іншими[27]

Протягом трьох років, починаючи з 2002 року, ЮНЕСКО спонсорувала турне Парижем, де студенти інституту виступали з Гербі Генкоком, Вейном Шортером, Даяною Рівз, Ді Ді Бриджуотером і Т.С.Монком на Міжнародному дні філософії.
Також з 2008 року студенти інституту регулярно виступають на Панамському джазовому фестивалі.

## Телепередачі
Інститут підготував серію телевізійних програм, щоб наголосити на важливості джазу. В 1986 інститут випустив Celebrating a Jazz Master: Thelonious Sphere Monk, триб'ют-концерт на каналі PBS, організований Біллом Косбі. У 1993 році інститут координував проект Джазовий фестиваль у Білому домі, перший спеціальний випуск PBS Виступ у Білому домі був записаний за участю президента Білла Клінтона. У 1996 році інститут випустив передачу Свято музики Америки, перше за більш ніж 25 років спеціальна передача про джаз, яка транслювалася на каналі ABC. Другий випуск шоу вийшов в ефір у 1998 році. У 2006 році Президент Джордж Буш влаштував концерт, присвячений 20-річчю інституту, який транслювався як спеціальний випуск PBS Виступ у Білому домі, організований Барбарою Волтерс. Крім того, міжнародні джазові конкурси інституту транслювалися у вигляді документальних фільмів на Black Entertainment Television та його філіях.
У 2016 році інститут підготував спеціальний випуск Джаз у Білому домі на честь п'ятої річниці Міжнародного дня джазу на каналі ABC, який був знятий у Білому домі та організований президентом Бараком Обамою та першою леді Мішель Обамою. Згодом передача була номінована на премію Еммі за визначне музичне керівництво Джоном Бізлі. З 2012 року Інститут випускає спеціальні телепрограми для PBS, присвячені щорічному святкуванню Міжнародного дня джазу, а 2021 року на національному рівні проводитиметься «Святкування 10-ї річниці Дня джазу».

## Ілюстрації та пожертвування Біллі Ді Вільямса
Біллі Ді Вільямс пожертвував твори мистецтва, які використовували як обкладинку Міжнародного джазового конкурсу інституту з 1990 року. Художній твір відповідає інструменту, який брав участь у конкурсі того року.